# James Giltinan
 (novembre 2023).
Si vous disposez d'ouvrages ou d'articles de référence ou si vous connaissez des sites web de qualité traitant du thème abordé ici, merci de compléter l'article en donnant les références utiles à sa vérifiabilité et en les liant à la section « Notes et références ».
James Joseph Giltinan est un homme d'affaires australien originaire de Sydney, l'un des fondateurs de la New South Wales Rugby Football League (NSWRL) en 1907.
En 1908, il fut l'un des créateurs du championnat de Sydney. Il organisa la première tournée des Kangourous en Grande-Bretagne. Mais celle-ci fut un désastre financier et ruina Giltinan.
Le trophée du championnat de Sydney porta son nom avant que la NSWRL ne change de nom pour devenir la Winfield Cup. Aujourd'hui ce trophée récompense le vainqueur de la saison régulière de la National Rugby League.
Giltinan fut nommé au temple de la renommée du sport australien. Il mourut en 1950.